# Государство Тулунидов
Госуда́рство Тулуни́дов, также Эмира́т Тулуни́дов — эмират, существовавший в Северной Африке и на Ближнем Востоке в 868—905 годах, с центром на территории современного Египта, которым управляла династия Тулунидов тюркского происхождения. Благодаря успешным военным операциям Тулунидами была завоёвана Сирия. При Ахмеде ибн Тулуне и его преемнике Хумаравейхе был нанесён ряд поражений Византии. Государство Тулунидов контролировало территории нынешних Ливии, Египта, Палестины и Сирии, а также остров Крит. Столица государства находилась в городе Фустат.

## История

### Предпосылки к возникновению государства
Взлёт и падение государства Тулунидов произошли на фоне усиления регионализма в мусульманском мире. Халифат Аббасидов борется с беспорядками и теряет ауру универсальной легитимности. Существовала также борьба за власть между тюркским военным командованием и администрацией Багдада. Кроме того, разрастался финансовый кризис. Все эти явления были типичными и во время правления Тулунидов.
Внутренняя политическая ситуация в Халифате была нестабильной. В 870 году аль-Муваффак (ум. 891) был вызван из Мекки, где находился в изгнании, с целью восстановления власти Аббасидов на юге Ирака. Благодаря этой нестабильной ситуации, Ахмед ибн Тулун смог установить власть над Египтом и расширить свои полномочия, подобно другим региональным мусульманским династиям IX века (Тахиридам, Аглабидам и т. д.), не прибегая к открытому конфликту с Халифатом.
В эпоху ослабления власти аббасидских халифов и произвола их гвардии враждебные Багдаду династии наследственных эмиров подчинили своей власти целые провинции и отказывались повиноваться столице.

### Ахмед ибн Тулун

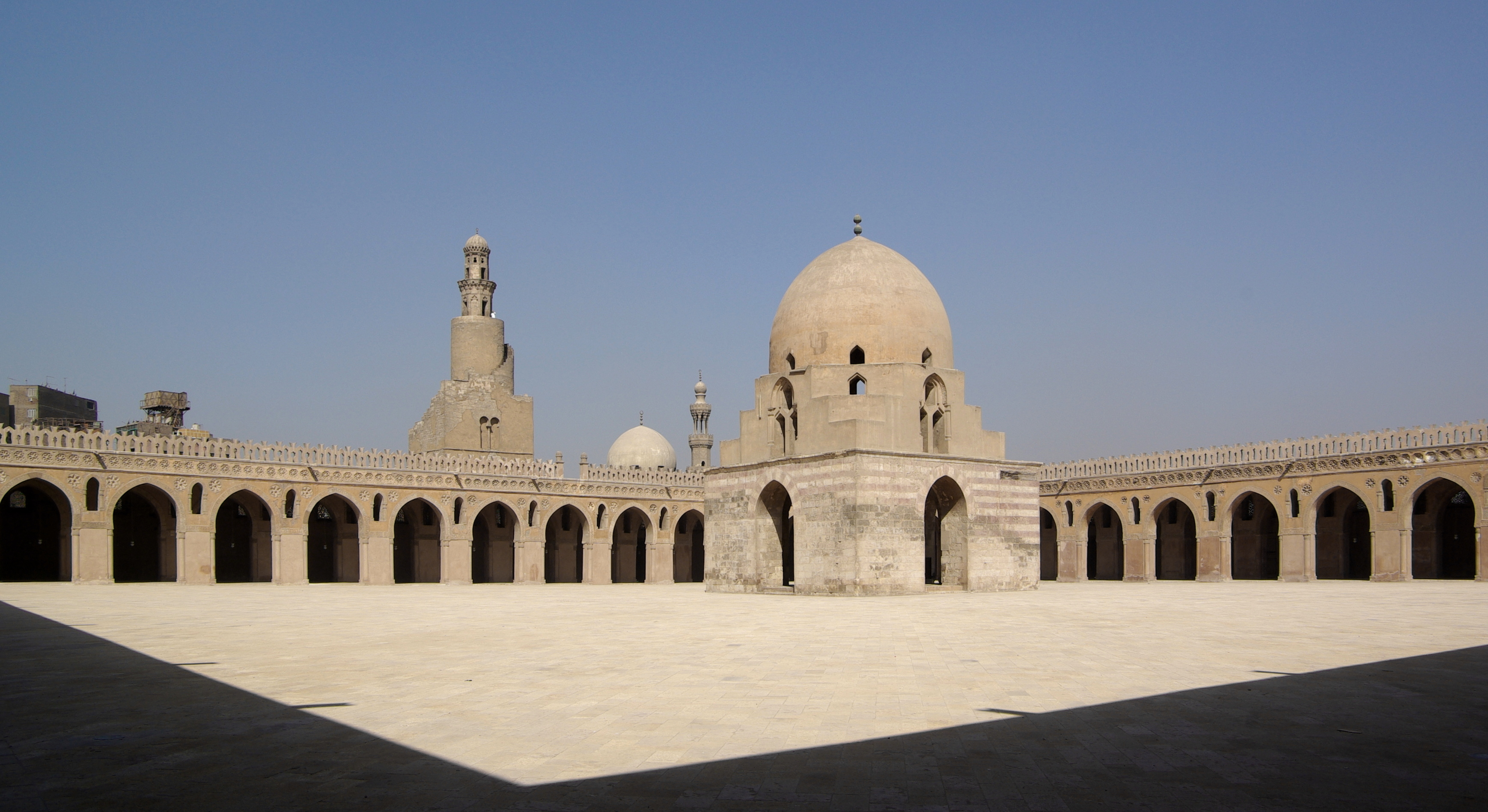
Мечеть ибн Тулуна в Каире (IX век)

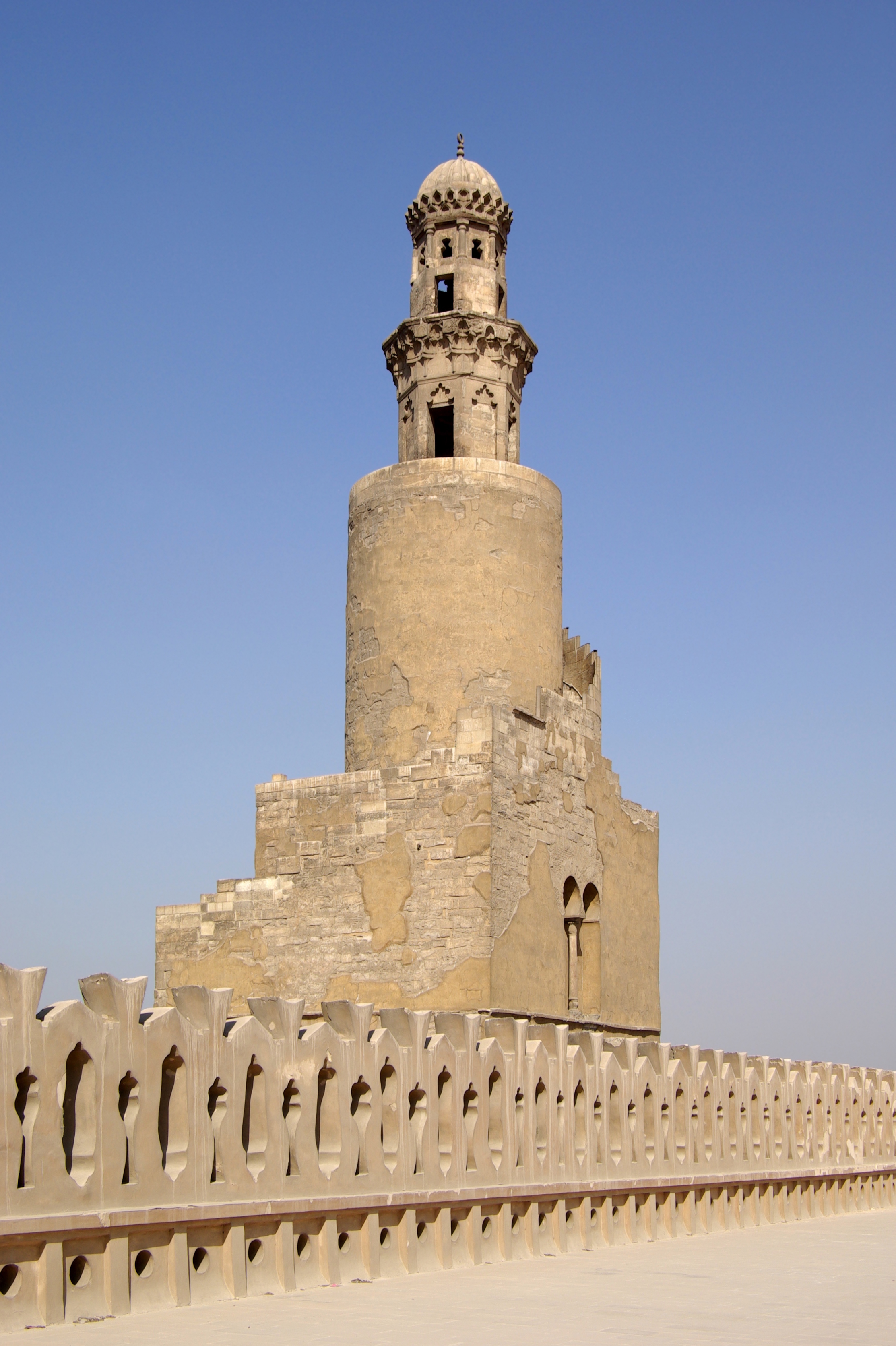
Минарет Мечети ибн Тулуна

Основатель правящей династии Тулунидов Ахмед ибн Тулун был по происхождению тюрком-огузом и являлся выходцем из среднеазиатской тюркской гвардии Аббасидов, формировавшейся первоначально в Багдаде, а потом перебазировавшейся в Самарру, после перенесения туда своей резиденции халифом аль-Мутасимом.
В 815 году его отца Тулуна вместе с другими рабами-одноплеменниками подарил халифу Аль-Мамуну саманидский правитель Бухары. В 818 году Тулун начал службу при дворе и вскоре сумел достигнуть высоких должностей, стал командовать гвардией халифа. Ахмед родился в 835 году в Багдаде в месяц Рамадан. Вскоре, в 850 году, он вместе с родителями переехал в Самарру, где и получил воспитание. Тулун успел выслужиться при дворе и дал своему сыну необычное по своему положению научное образование: Ахмед получил военную подготовку, а также изучал теологию.. Тулун умер в 854 году, а его жена вышла замуж за высокопоставленного тюркского командира дворцовой гвардии Баикбакла (Баик-Бега). Ибн Тулун женился на Хатун, дочери другого влиятельного тюркского командующего дворцовой гвардии, которая родила ему двоих детей: Аббаса и Фатиму.
В 855 году Ахмед был назначен командующим специальным воинским подразделением при халифе Аль-Мутаваккиле. Потом его назначили эмиром в Тарсус, где он участвовал в походах против Византии. По возвращении Ахмеда в Багдад в 863 году халиф аль-Мустаин вознаградил его, подарив наложницу Мейяз, которая родила ибн Тулуну сына Хумаравейха, будущего его наследника. Ахмед заслужил большое доверие халифа аль-Мустаина и сопровождал его в изгнание в Васит после того, как он отрёкся от престола в 866 году. Продолжая состоять на службе у отрёкшегося халифа, Ахмед сохранил ему верность, во всяком случае не принимал никакого участия в его умерщвлении в 867 году.
В 868 году его отчим Баикбакл (Баик-Бег) (ум. 870) получил от халифа аль-Мутазза в качестве икта Египет. Он объявил Ахмеда своим поверенным и отправил его в том же году в Египет во главе большого войска. 15 сентября 868 года Ахмед ибн Тулун прибыл в Фустат. В то время, в Александрии и некоторых других местностях сидели особые эмиры, не подчиненные непосредственно наместнику. Влиятельный начальник над податным управлением Ибн аль Мудаббир встретил нового правителя с нескрываемым неудовольствием, а вскоре после прибытия Ахмеда в верхнем Египте вспыхнуло восстание Алидов. Но ибн Тулун его подавил, как и следующее в 869 году. Затем он искусно устранил влияние своего гражданского соправителя. Ибн аль Мудаббира не любило местное население из-за его жадности и высоких ставок налогов (в частности для немусульманских граждан, которые составляли более половины населения Египта). Ибн аль Мудаббир подчинялся непосредственно халифу, а не правителю Египта, таким образом полностью игнорируя Ахмеда. Ибн Тулун использовал всё своё влияние, чтобы удалить неугодного чиновника, что ему и удалось через четыре года. Таким образом, Ахмед захватил управление страной в свои руки, и в 870 г., после смерти отчима, был провозглашен эмиром Египта. Хотя после убийства Баик-Бега его права были переданы Ярджуку ат-Турки, отцу жены Ахмеда Хатун, но тот сохранил за ибн Тулуном права правителя Египта, и даже расширил его полномочия в Александрии и других территориях региона. Ахмед возглавил кампанию против восставшего правителя Сирии Исы ибн-Шейха аш-Шейбани, что позволило ему собрать армию в 100000 человек.
После назначения брата халифа Аль-Мутамида Аль-Муваффака (отца будущего халифа аль-Мутадида) в 872 г. наместником запада и правителем Дамаска, Ахмеду удалось с помощью подарков добиться того, что управление Египтом было оставлено за ним. Для поддержания с центральной аббасидской властью добрых отношений Ахмед время от времени высылал в Багдад дань, впрочем делал он это без особого рвения. Однако, когда положение халифата усложнилось, вследствие неумелого хозяйствования придворной гвардии, что вылилось в восстания зинджей, которые захватили контроль над Басрой в южном Ираке, и Саффара в восточной части государства, ибн Тулун в 874 г. решил прекратить любые выплаты Багдаду.
В 877 г. войска халифата были направлены против Ахмеда под предлогом не уплаты им дани. Однако, правительству пришлось отказаться от замысла вторжения в Египет, по причине нехватки средств на выплату жалования армии, находившейся уже в Месопотамии. Попытка вооружённых сил под предводительством Мусы ибн-Буга аль Кабира вернуть контроль над Египтом была провалена, а его армия рассеяна большими силами ибн Тулуна. Таким образом Ахмед сохранил свою власть, а в следующем 878 году, воспользовавшись смертью Аманджура, наместника Палестины, Иордании и Сирии, он двинул в эти провинции свою армию, овладел Иерусалимом, Дамаском, Хомсом, Хамой и Халебом. Причём практически вся страна, кроме Антиохии, взятой силой, сдалась ему без боя. Начальники отдельных округов не оказали никакого сопротивления, так как ими не руководило чувство верности к правительству, их не воодушевляла надежда получить какую-либо помощь и поддержку из Багдада. Затем Ахмед вторгся в Малую Азию и начал войну с Византией.
Но вскоре ибн Тулун должен был спешно возвратиться в Египет, где его сын Аббас попытался захватить власть и восстал против отца. С частью войска, перешедшего на его сторону, и суммой в миллион динариев он удалился в Барку, подальше от разгневанного отца. Ахмед срочно вернулся в Фустат и предпринял самую широкую подготовку для укрощения строптивого сына, который решил удалиться ещё дальше. Что бы избежать возможной встречи с отцом, он двинулся прямо в пределы владений Аглабида Ибрахима II и со своей недисциплинированной армией принялся грабить восточный округ Триполиса. Соседние берберы предложили Ибрахиму свою помощь. В 880 г. Аббаса разбили и отбросили снова к Барке. Здесь он смог продержаться ещё некоторое время, пока в 882 году посланное Ахмедом войско не уничтожило его отряд и не взяло самого его в плен.
За то время, которое Ахмед потратил на подавление восстания сына, все завоеванные провинции отпали от него. В 881/882 г. Лулу, назначенный им управляющим Месопотамии, перешел на сторону Аль-Муваффака . В 882 г., покончив с делами в Египте, Ахмед совершил новый поход в Сирию и опять подчинил её своей власти. Но тонко задуманный Ахмедом план, обещая защиту, привлечь в Сирию халифа Аль-Мутамида, не довольного опекой своего брата, чтобы, контролируя его, разыгрывать роль сберегателя законного главы от козней бесчеловечного родственника, не удался, невзирая на полную готовность со стороны самого халифа. Аль-Мутамид был перехвачен по пути в Сирию. Попытка завладеть Меккой в 883 г. завершилась неудачей благодаря неожиданному сопротивлению собравшегося там огромного числа паломников. Затем Ахмед объявил аль-Муваффака лишенным сана как бунтовщика против наместника пророка. В ответ на это аль-Муваффак вынудил халифа официально отстранить Ахмеда от должности наместника Египта. Оба лидера прокляли друг друга во время пятничной молитвы. Тем временем эмир потерпел довольно чувствительное поражение во время неудачной осады Тарса, где засел один из его военачальников Язман аль-Хадим, возгордившийся одержанной им недавно победой над византийцами. Тем не менее Ахмед опять подчинил себе практически всю Сирию. Но уже под Тарсом он ощутил первые признаки надвигавшейся болезни. Боли усилились вследствие несоблюдения диеты. Вернувшись в Фустат и назначив наследником своего сына Хумаравейха , Ахмед ибн Тулун умер 10 мая 884 г. в возрасте 50 лет от заворота кишок. По другой версии умер в Антиохии.
В результате завоеваний Ахмеда ибн Тулуна возникла обширная держава, которой он правил, опираясь на большую профессиональную армию, составленную из рабов, среди которых преобладали тюрки, берберы, греки и черные нубийцы. Его правление, которое длилось более 10 лет, позволило Ахмеду оставить после себя хорошо обученных военных, стабильную экономику и опытных чиновников для надзора за государственными делами. Собирая обширные подати с богатой провинции, он вкладывал часть средств в развитие сельского хозяйства и торговли; начал чеканить монеты, на которых рядом с именем халифа ставил своё имя. Благодаря полной автономии, вследствие, чего налоги перестали отправляться Багдад, можно было развивать ирригацию и построить сильный флот, что значительно стимулировало развитие местной экономики и торговли. Ахмед уделял много внимания укреплению и украшению своей столицы Фустата. Мечеть ибн Тулуна, лежащая посреди квартала Катай, воздвигнутого им в 877—879 годах и вошедшего в черту нынешнего города Каира, свидетельствует об общеполезной деятельности эмира. Сам Катай был заложен в стиле великих городов Персии и Византии. В нём были сооружены большая городская площадь, ипподром, дворец правителя. По всему Египту при Ахмеде развернулось интенсивное строительство, рылись каналы и ремонтировались ниломеры.

### Хумаравейх
После смерти отца Хумаравейху пришлось вновь завоевывать Сирию, которую попытались вернуть себе багдадские халифы. Аль-Муваффак взвесив силы, решил не нападать один на слишком могучего вассала. Направив собственные войска против Дамаска, он уполномочил в то же время Исхака ибн Кундаджика, владетельного князя Мосула, и Мухаммеда ибн Абу-с-Саджа, наместника в Амбаре и на среднем Евфрате, вступить вместе с ним в Сирию, обещая им в будущем увеличение их владений. Благодаря этому с первого натиска Сирия была отторгнута от Египта. Кроме того, от Хумаравейха в лагерь противника бежал Ахмад ибн Мухаммед аль-Васити, давний и ключевой союзник его отца. Но победители перессорились при разделе добычи. Так что в 885 году командующий багдадскими войсками Аль-Мутадид ибн аль-Муваффак был покинут на произвол судьбы Саджидами и Исхаком. В последовавшей битве при Ат-Тавахине 5/6 апреля Хумаравейх лично столкнулся с аль-Мутадидом. Аббасиды изначально одержал победу, заставив Хумаравейха бежать, но затем попали в засаду оставшихся тулунидских сил во главе с Саадом аль-Айсаром и были разгромлены. Аль-Мутадид бежал с поля боя, в то время как бо́льшая часть его армии была взята в плен. Тулуниды снова завладели Сирией и даже подавили вспыхнувшее там в 886 году восстание. Упорная война продолжалась два года и окончилась победой Хумаравейха. В конце 886 г. он вторгся в Ирак и стал грозить столице халифата. Это заставило Аббасидов официально признать все его завоевания. В том же 886 году Аль-Муваффак вынужден был подписать договор, по которому признавал власть Тулунидов над Египтом и Сирией на ближайшие 30 лет.
Аль-Муваффак решил, что наилучшим будет постараться натравить правителей Месопотамии на Сирию и выждать, когда обе стороны дойдут до полного истощения сил. Довольный формальным утверждением Хумаравейха в наместничестве Сирией и Египтом в обмен на обязательство упоминать имя халифа за пятничным богослужением аль-Муваффак затеял в угоду правителю государства ожесточенную борьбу с Мухаммедом и Исхаком. А их главной целью было, отторгнуть побольше друг у друга земли, поэтому то один, то другой принимали временами сторону Хумаравейха. Во всей Месопотамии воцарился полный беспорядок. Как бы то ни было, в 887 году под контроль Хумаравейха перешла значительная часть Месопотамии. Хумаравейх придавал особое значение показному формализму. Огромных денег стоило эмиру в 890 году уговорить Язмана аль-Кадима, не обращавшего особого внимания в своем укреплённом Тарсе на Багдад и Египет, упоминать отныне и имя Хумаравейха на пятничном богослужении. Эмир решил, что таким образом он становится настоящим властелином «оборонительных линий». Он также полагал, что халиф аль-Мутадид у него в руках, когда 892 году повелитель за огромное количество денег соизволил утвердить его наместником и подтвердил условия договора 886 года, а в 894 году оказал даже честь посватать его дочь Катр аль-Наду. Хумаравейх потратил 1,5 млн золотых динариев на свадьбу и приданое, а чтоб не потерять высокое благоволение, стал усердно выплачивать дань, не пропуская ни одного года. Таким образом, у аль-Мутадида теперь появились деньги, а переполненные подвалы, оставленные Ахмедом ибн Тулуном, быстро начали пустеть. В январе 896 году эмир Хумаравейх был убит в гареме рассвирепевшими женщинами, а по другой версии евнухами, когда находился в замке под Дамаском. Власть перешла к его старшему сыну Джейшу.
К 890 г. государство Тулунидов достигло своих максимальных размеров: границы его простирались от Судана на юге до Адана на севере, от Триполи на западе, до берегов Тигра на востоке. Но это могущество оказалось недолговечным. После прихода к власти Хумаравейх оставшиеся по смерти Ахмеда в государственной кассе 10 миллионов динариев снова пустил во всеобщее обращение. Хумаравейх вел праздную жизнь, полную удовольствий. Он без счета тратил деньги на строительство пышных дворцов и удовлетворение своих прихотей. Так, выдавая в 894 г. свою дочь за халифа аль-Мутадида, Хумаравейх истратил на свадьбу и приданое дочери более 1,5 млн золотых динаров. Пишут, что даже стволы деревьев в его саду были покрыты золотыми и серебряными покровами. Его безумная расточительность быстро привела государство к кризису. Если после смерти Ахмеда в казне насчитывалось свыше 10 миллионов золотых динаров, то после 12-летнего правления Хумаравейха не осталось ничего. Итогом его политики стали административный хаос и неповиновение армии.
Он характеризовался, как добродушный, весьма падкий ко всякого рода развлечениям молодой человек. Эмир испытывал неприязнь ко всякого рода воинским предприятиям, предпочитая зачастую следовать мудрой политике страуса при встрече с затруднениями. Пока он был в живых, все оставалось по-прежнему, но после его внезапной смерти оказалось, что семья Тулунидов была опутана крепкой сетью, и стоило небольших усилий впоследствии окончательно накрыть ею весь этот княжеский род.

### Падение державы Тулунидов
После убийства Хумаравейха в 896 году власть была передана его старшему четырнадцатилетнему сыну Абу-л-Асакиру Джейшу. Однако его не признали в Египте, Халебе, Дамаске, Авасиме и Тарсусе. Джейш приказал казнить своего дядю Мудара ибн Ахмеда ибн Тулуна, которого рассматривал как угрозу для своей власти. После того, как Джейш проправил несколько месяцев, увидев творимые им глупости, факихи и кади объявили молодого эмира низложенным. В июне того же года несколько гвардейских тюркских отрядов напали на сторонников Джейша и нанесли им поражение. Эмир был взят в плен и свергнут. Джейш умер в тюрьме в ноябре 896 года.
Его место занял младший брат Харун. Новому правителю досталось тяжелое наследство — казна была пуста, не прекращались постоянные раздоры между различными представителями правящего клана. Центральная власть ослабла и укрепить её не удалось. Он возложил руководство государственными делами на визиря Абу Джафара ибн Али, сам предпочитая жить в развратной роскоши, что привело страну к дальнейшему росту кризиса. Каждый военачальник поступал так, как ему хотелось. Командовавший оборонительными линиями Рагиб перешел в 896 году на сторону халифа аль-Мутадида. Один за другим сдавались аль-Мутадиду города вне собственной Сирии со стоявшими ещё в них гарнизонами египтян. Смертельный удар государству Тулунидов нанесло восстание карматов, которые в 902 году вторглись из-за Евфрата в Сирию. В марте 903 года армия Тулунидов была разбита и отступила от Дамаска. За короткое время карматы завладели многими северными провинциями Сирии, в том числе Хомсом, Хамой, Баалбеком, Саламией. Однако победители не смогли воспользоваться своим успехом. В том же году они были разбиты Аббасидами, которым и достались все сирийские провинции. В мае 904 года, после подавления первого восстания карматов, халиф аль-Муктафи двинул в Египет армию под командованием Мухаммада ибн Сулеймана аль-Катиба, которому сирийские эмиры сдались без сопротивления. Его поддерживал своими действиями большой флот. Атакованный с суши и моря, Харун стал терпеть одно поражение за другим. Уже к концу года аль-Катиб успел стать перед Фустатом, а одновременно с ним появился флот у Димьята (Дамиетты). 30 декабря 904 года Харун был убит своими телохранителями в случайно возникшей между ними свалке.
Власть перешла к его дяде Шейбану ибн Ахмеду. Шейбан, возможно, был самым достойным из сыновей Ахмеда. Он попробовал сопротивляться, но должен был вскоре уступить пред напором превосходящих сил. Многие прежние сторонники Харуна не поддержали нового эмира и перешли на сторону халифа. Он был вынужден отступить с войском в Фустат. Остатки армии Шейбана сдались 11 января 905 года. Государство Тулунидов прекратило существование.
Мухаммед ибн Сулейман аль-Катиб вместе со своими тюрками распоряжался в покоренном им в начале 905 года городе ужасно: всё было разграблено, квартал Тулунидов Катаи разрушили почти до основания, приверженцев павшего правящего дома мучили и истребляли массами, а членов семьи всех забрали в Багдад, включая и самого бывшего эмира. Период процветания для Египта миновал, наместников сменяли теперь очень часто. Беспорядки, нищета и бедствия возросли в той же мере, в какой это было почти для всех остальных областей западной части халифата.

## Культура
Ахмед ибн Тулун основал свою собственную столицу, Каттаи, в направлении будущего Каира к северу от предыдущей столицы Фустата, которая, по сути, являлась её кварталом. Одной из достопримечательностей этого города, которая сохранилась до наших дней, была мечеть ибн Тулуна. Историк аль-Макризи датирует начало строительства мечети 876 годом, а на сохранившейся с тех времён плите в мечети приведена дата завершения — 265 г. х., или 879 год н. э. Мечеть была построена в стиле, который был распространен в тот период в городе Самарре в Месопотамии, которая являлась резиденцией аббасидских халифов, после перенесения её из Багдада. Этот стиль архитектуры не ограничивался только культовыми здания, но применялся и к светским. Мечеть была построена на маленьком холме, называемом Джабал Йашкур («Холм Благодарения»). Одна местная легенда гласит, что Ноев ковчег остановился после Всемирного потопа именно здесь, а не на горе Арарат. Есть существенные разногласия в дате строительства минарета, особенность которого — внешняя спиральная лестница, подобная лестнице знаменитого минарета в Самарре. Существует легенда, будто сам ибн Тулун был ответственен за проект минарета: сидя со своими чиновниками, он рассеянно испачкал часть пергамента вокруг своего пальца. Когда сановники поинтересовались, что он делает, он ответил смущенно, что проектирует минарет. Многие из архитектурных особенностей, однако, указывают на более позднее строительство; в частности, минарет не вполне связан с главным зданием мечети, что не случилось бы, будь мечеть и минарет построены одновременно. Великая церемониальная мечеть должна была стать центральным пунктом столицы ибн Тулуна аль-Катаи, служившей административным центром династии Тулунидов. Мечеть первоначально соседствовала с дворцом Ахмеда, и дверь, смежная с минбаром, позволяла ему входить прямо в мечеть. Современный общий вид мечети, в противопоставление преобладающему большинству мечетей Каира, несёт в себе черты влияния архитектурных традиций Багдатского халифата. Мечеть построена вокруг внутреннего двора, с каждой из четырёх сторон которого — крытый зал, причём больший — со стороны киблы. В пространстве между внутренними и внешними стенами мечети был фонтан для омовения (сабиль). C трёх сторон двор мечети окружён аркадами. Стрельчатые арки упираются на квадратные столбы. С четвёртой стороны к сахну примыкает молитвенная зала, где находится михраб, построенный ещё во времена ибн Тулуна, но в дальнейшем значительно перестроенный. Четыре колонны с прекрасными капителями, которые украшают зал, представляют собой сполии из какой-то византийской церкви времён Юстиниана.. Мечеть Ибн-Тулуна сложена из обожённого кирпича и покрыта известковой обмазкой, что опять же является свидетельством оригинальности сооружения для Каира — так как в регионе достаточно камня, который используется как строительный материал. Этот факт также указывает на следование зодчими багдадской традиции. Архивольты больших и малых арок, капители колон, карнизы и т. д. украшены стилизованными растительными узорами, традиционными для исламского искусства.
Хумаравейх превзошёл отца в расходах. Он строил пышные дворцы и сады для себя и своих фаворитов. Его конюшни были настолько велики, что, по народным преданиям, Хумаравейх никогда не ездил на одной лошади более раза. Хотя он растратил государственную казну, но в то же время он был известен своей культурной деятельностью, покровительством науке и поэзии. Знаменитый филолог Мухаммед ибн Абд Аллах ибн Мухаммед Муслим (ум. 944) был его протеже и учителем его сыновей. Касим ибн Яхья аль-Мариами (ум. 929) написал панегрик, чтобы отпраздновать триумф Хумаравейха на поле боя.
При посредничестве своего ближайшего советника, аль-Хусейна ибн аль-Джассаса аль-Джавари, Хумаравейх организовал один из великих политических браков средневековой исламской истории. Он предложил идею брака своей дочери с членом семьи халифа в Багдаде. Брак между тулунидской принцессой Катр аль-Надой и аббасидским халифом аль-Мутадидом состоялся в 892 году. Приданое, отданное по условиям брака эмиром за дочь оценивается от 400 тыс. до одного миллиона динаров. Некоторые предполагают, что великолепие свадьбы было расчётливой попыткой Аббасидов разрушить государство Тулунидов. Сказка о великолепной свадьбе Катр аль-Нады дожила в памяти египетского народа до периода Османской империи, была записана в хроники и осталась в народной литературе. Особое значение этот брак приобретает в связи с его исключительным характером: брак между представителями различных правящих семейств редко встречался в истории исламских стран. Понятие приданого, которое даёт семья невесты также отсутствовало в исламском браке, где махр или выкуп невесты был обычаем.

## Армия
Во время правления Ахмеда были созданы тулунидская армия и флот. Необходимость создания собственных вооруженных сил стала очевидна после восстания Исы ибн-Шейха ас-Шейбани, правителя Палестины, в 870 году. В ответ Ахмедом ибн Тулуном была организована армия, состоящая из суданских и греческих рабов-воинов. Согласно другим сообщениям солдатами, возможно, были персы и суданцы. Хумаравейх продолжал политику своего отца в отношении многонациональной армии. Его военная мощь была усилена полками чернокожих солдат Судана, греческими наемниками и свежими тюркскими войсками из Туркестана .
Ибн Тулун основал элитную гвардию, для защиты семьи Тулунидов. Она сформировала ядро тулунидской армии, вокруг которой образовались другие полки. Эти войска во время правления Ахмеда набирались из области Гур в Афганистане, а во время правления Хумаравейха — из местных арабов. На церемонии, состоявшейся в 871 году, Ибн Тулун заставил свои войска поклясться личной преданности ему. Тем не менее, случались и дезертирства из армии Тулунидов, наиболее известнм из которых является переход на сторону Аббасидов командира из высших чинов Лулу в 883 году. На протяжении всей своей жизни Ахмед сталкивался с проблемой опеспечения верности собственной армии.
Хумаравейх также создал элитный корпус, который назывался аль-муктара. Корпус состоял из непокорных бедуинов восточной части дельты Нила. Даруя привилегии соплеменникам, и превращая их в эффективных и верных телохранителей, он принёс мир в регионе между Египтом и Сирией. Он вновь утвердил свой контроль над этим стратегически важном регионом. Полк также включал тысячу уроженцев Судана.
Список боевых действий, в которых тулунидская армия принимала значительное участие выглядит следующим образом:
- В 877 году тулунидские войска, после демонстрации своих сил, вынудели аббасидскую армию под предводительством Мусы ибн Буги отказаться от своего плана свержения Ахмеда ибн Тулуна.[23]
- В 878 году Тулуниды под предлогом джихада выступив на защиту границ Малой Азии против Византии, заняли Сирию. Эта кампания была прекращена преждевременно, так как ибн Тулун был вынужден вернуться в Египет из-за бунта своего сына.
- В 885 году тулунидская армия во главе с Хумаравейхом отбила вторжение Аббасидов в битве при Миллсе в южной Палестине. Аббасиды во главе с Ахмедом ибн аль-Муваффаком вторглись в Сирию, и правитель Дамаска перешёл на сторону врага. После того, как Ахмед и Хумаравейх покинули поле боя, тулунидский генерал Сад аль-Айсар принёс победу своему эмиру.[20]
- В 885—886 годах силы Тулунидов во главе с Хумаравейхом, победили ибн Кундаджика, хотя у последнего было численное превосходство. Последовал эффект домино, так как Джазира, Киликия и Харран на востоке покорились тулунидской армии. Мирные договоры положили конец военной кампании.[20]
- С 896 по 905 год в связи с упадком эмирата Тулунидов, армия не смогла помешать Аббасидам занять их столицу Каттаи[20].

## Экономика
Во время правления Ахмеда ибн Тулуна, египетская экономика процветала. Сельскохозяйственное производство было на довольно высоком уровне, чему способствовали постоянные высокие разливы Нила. Другие отрасли, в частности, производство текстиля, также процветают. Во время своего правления, ибн Тулун утвердил автономию государства, не желая платить налоги правительству Аббасидов в Багдаде. Кроме того, он реформировал управление, сблизившись с торговым сообществом, а также измененил систему налогообложения. Во времена Тулунидов, были также реформирована сельскохозяйственная инфраструктура. Основным сектором производства, инвестиций и участия в торговли всего Средиземноморья, был текстиль.

### Финансовая самостоятельность
На протяжении 870—872 г. ибн Тулун утверждал свой контроль над финансовым управлением Египта. В 871 году он взял под свой контроль сбор налога харадж. Он также добился победы над ибн аль Мудаббиром, главой управления финансов и членом аббасидской бюрократической элиты.
Фактический правитель халифата Аббасидов аль-Муваффак выразил несогласие с финансовой деятельностью Ахмеда. Он хотел за счёт доходов с Египта обеспечить кампанию по подавлению восстания зинджей (и, возможно, ограничить самостоятельность Тулунидов). Эта насущная потребность в средствах заставила Багдад обратить внимание на значительно более богатый Египет. Данная ситуация вылилась в то, что в 877 году аль-Муваффак, не получая требуемых средств, послал армию для свержения Ахмеда. Тем не менее, по крайней мере, два раза, ибн Тулун направлял значительные суммы доходов, а также подарки, центральной администрации Аббасидов.
При сыне Ахмеда, Хумаравейхе, Аббасиды официально вступили в договор с Тулунидами, тем самым положив конец военным действиям и ознаменовав возобновление выплаты дани. Финансовые положения были оговорены в первом договоре в 886 году с аль-Муваффаком. Второй договор с аль-Мутадидом в 892 году, вновь подтвердил эти политические условия. Тулуниды должны были платить 300 000 динаров в год (хотя эта цифра может быть неточной).

### Управление приТулунидах
Управление Тулунидов над Египтом носило несколько примечательных особенностей. Стиль правления был очень централизованным и «безжалостным» . Администрация также поддерживалась коммерческой, религиозной и социальной элитой Египта. Ахмед ибн Тулун заменил иракских чиновников в египетской бюрократической системе. В целом, администрация опиралась на финансовую и дипломатическую поддержку сообщества торговцев. Например, Мамар аль-Джавари, ведущий член торгового сообщества в Египте, служил финансистом у ибн Тулуна.
Управление при Тулунидах способствовало процветанию экономики, сохраняя политическую стабильность, которая в Египте являлась sine qua non. Изолированные восстания среди коптов и некоторых арабских кочевников в Верхнем Египте никогда реально не угрожали власти династии, и были фактически ответом на более эффективные финансовые методы Тулунидов. Экономическое развитие было следствием реформ, проводившихся, как непосредственно перед пришествием к власти Тулунидов, так и во время их правления. Были введены изменения в системе оценки и сбора налогов. Было также расширено использование налоговых откупов, источником которых являлась возникающая в этот период элита землевладельцев. Аграрная и административная реформа Ахмеда привела к стимуляции крестьян работать на своих землях с рвением, несмотря на высокие налоги. Он также прекратил поборы должностных лиц в целях их личной выгоды.
Ещё одной особенностью управления при ибн Тулуне было прекращение практики направления большей части дохода в столицу. Вместо этого, он инициировал создание программ учитывающих интересы и других областей Египта. Он также использовал эти средства для стимулирования торговли и промышленности.

### Крупные расходы
Хумаравейх унаследовал от своего отца богатое государство со стабильной экономикой. Казна насчитывала десять миллионов динаров. Когда в 896 году Хумаравейх был убит, казна была пуста, и динар стал стоить на одну треть меньше своей прежней стоимости. Эта финансовая катастрофа приписывалась его пристрастию к роскоши, в то время, как разбазаривание богатств, было больше связано со стремлением Хумаравейха завоевать лояльность Багдада.
Хумаравейх, в отличие от своего отца, щедро тратился. Например, к свадьбе в 892 году с аль-Мутадидом, он отдал за свою дочь Катр аль-Наду чрезвычайно богатое приданое, оценивающееся 400000 — 1000000 динаров. Этот шаг являлся, по предположению некоторых исследователей, попыткой Аббасидов, исчерпать казну Тулунидов.

## Правители государства Тулунидов
- Ахмед ибн Тулун (868—884);
- Хумаравейх (884—895);
- Джейш (895—896);
- Харун (896—904), брат Джейша;
- Шейбан ибн Ахмед (904—905).